# سونداربانس

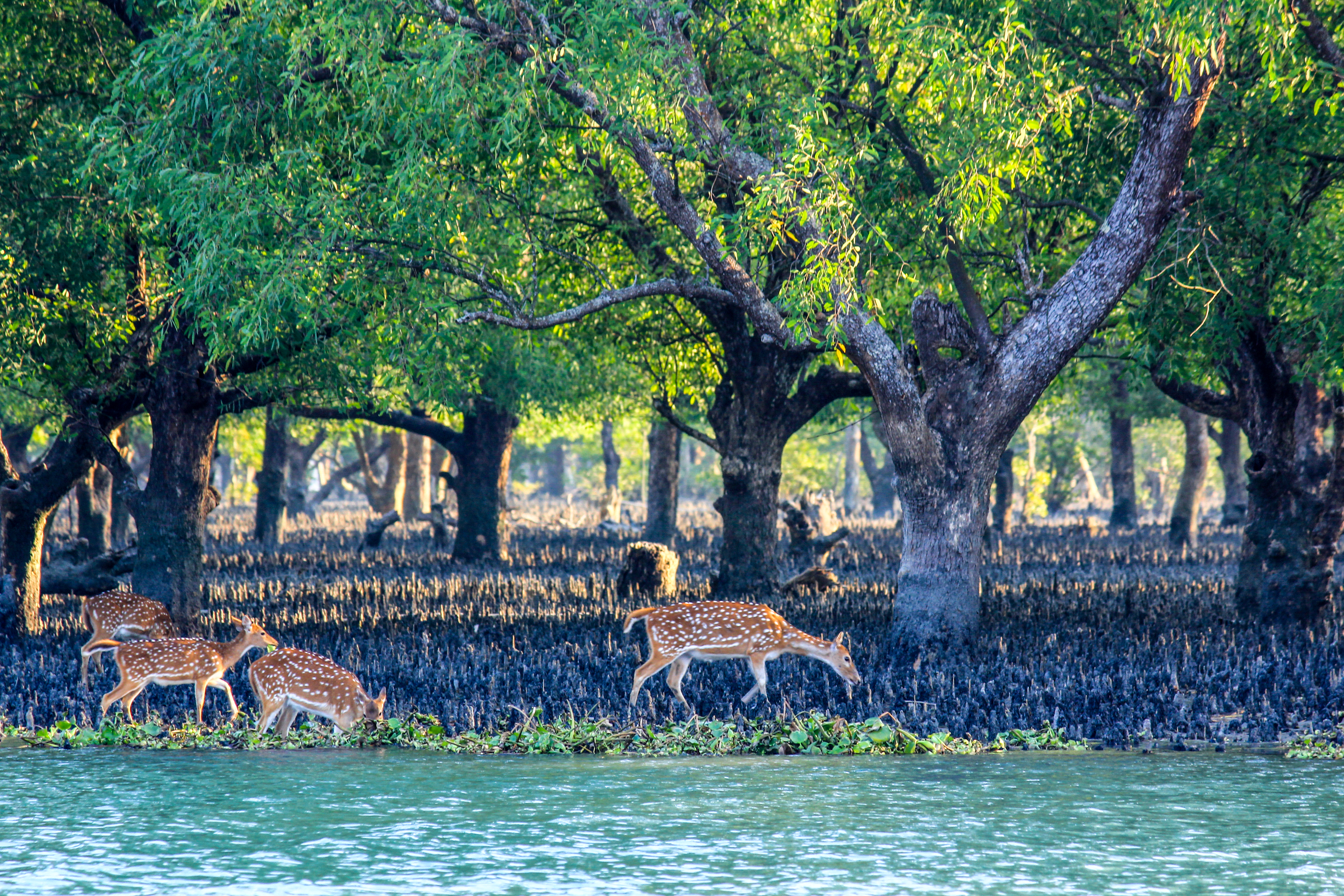
الغزلان وأشجار القرم في السندربن.

السُّنْدَرْبَن هي إحدى أكبر الغابات العالمية للأيكة الساحلية الكثيف الاستوائي حيث تبلغ مساحتها (140000 هكتار)في دلتا الغانج والبراهمابوتر والميغنا في خليج البنغال. وهي قريبة من الموقع الهندي للسونداربان المصنف تراثا عالميا منذ العام 1987. تقطع الموقع بشكل عام شبكة معقدة من الطرق المائية بتأثير من المد والجزر والأحواض الموحلة والجزر الصغيرة من غابات الأيكة الساحلية اليجوج (الذي ينبت على الماء المالح) التي تعطي مثالاً حياً عن عملية تطوّر جيولوجي ممتازة. كما أن الموقع معروف أيضاً لغنى ثروته الحيوانية التي تشمل 260 طيراً ونمر البنغال وأجناساً أخرى مهددة بالانقراض، مثل تمساح المياه المالحة وأفعى البيثون الهندية العملاقة.

## معرض الصور

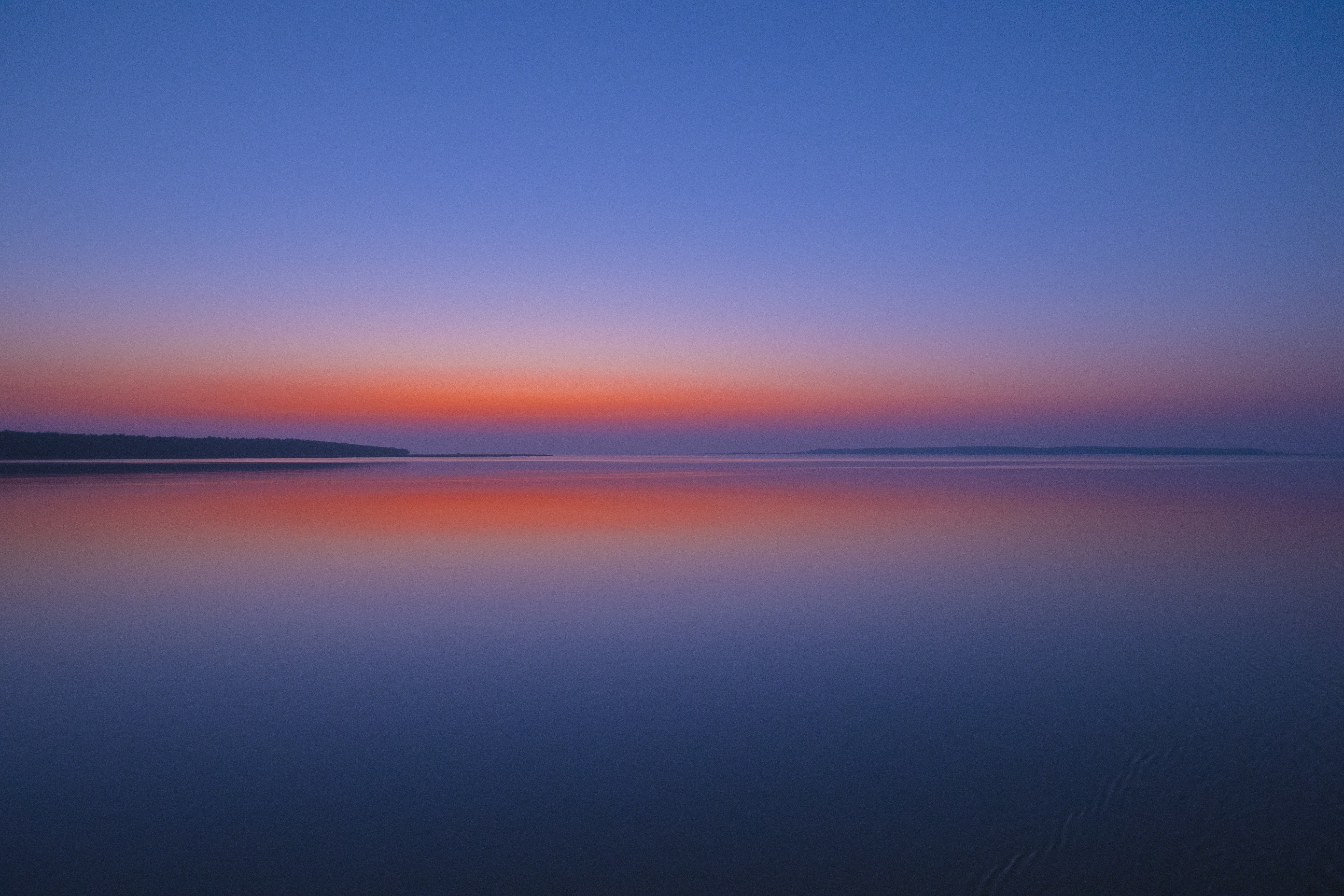
الغروب، السندربن
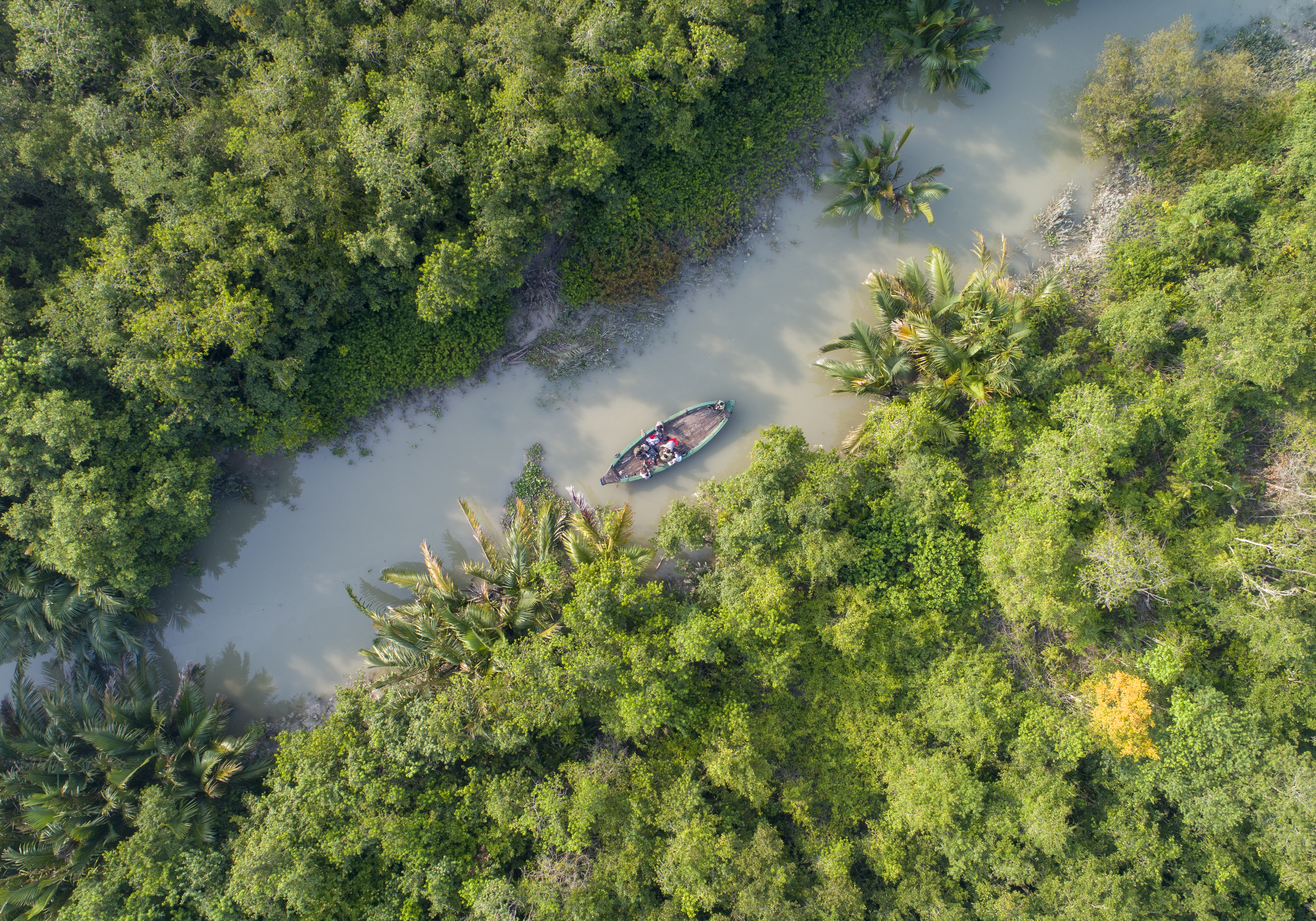
نهر، السندربن
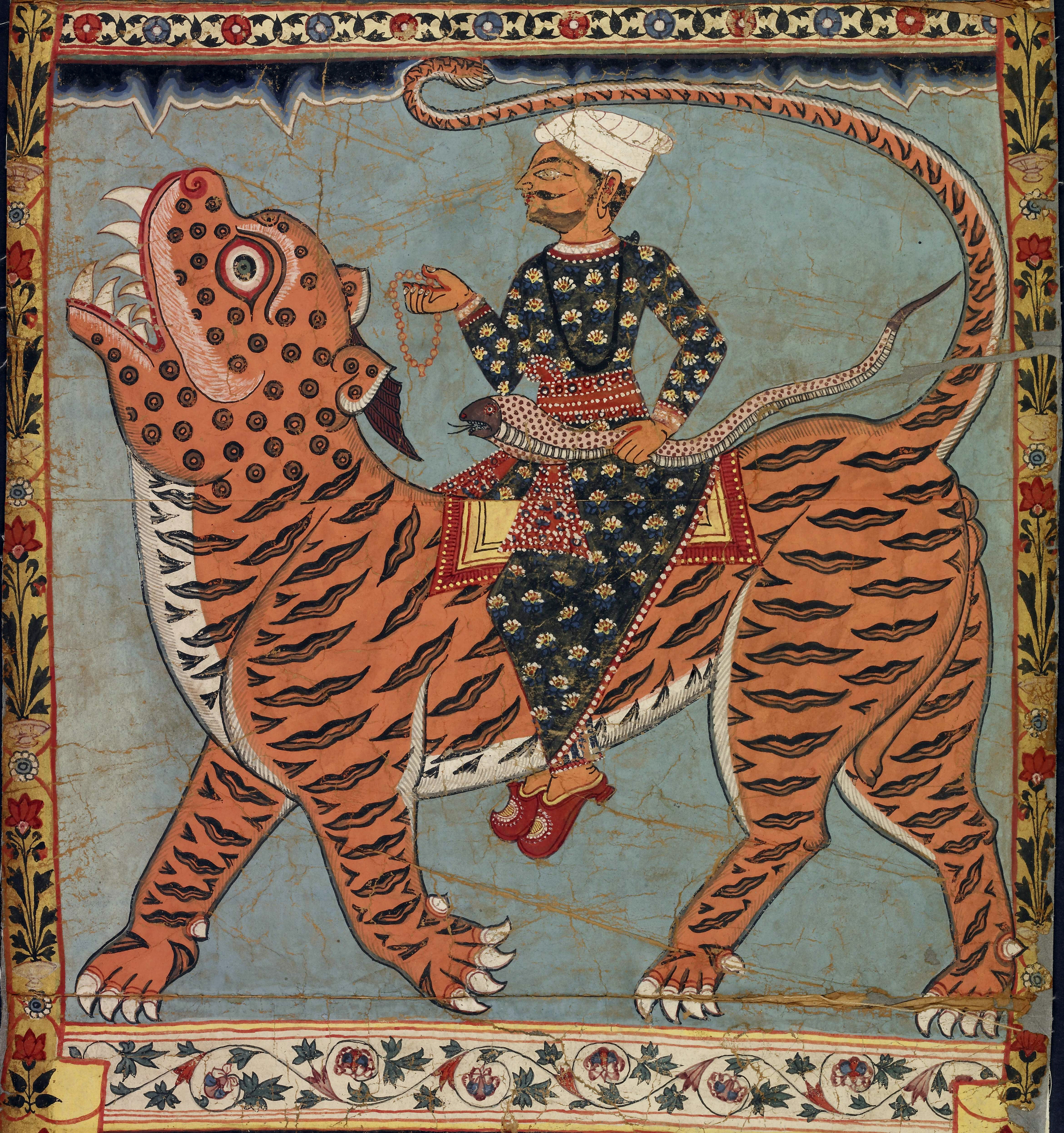
الغازي بير بركن شاه ونمره، السندربن
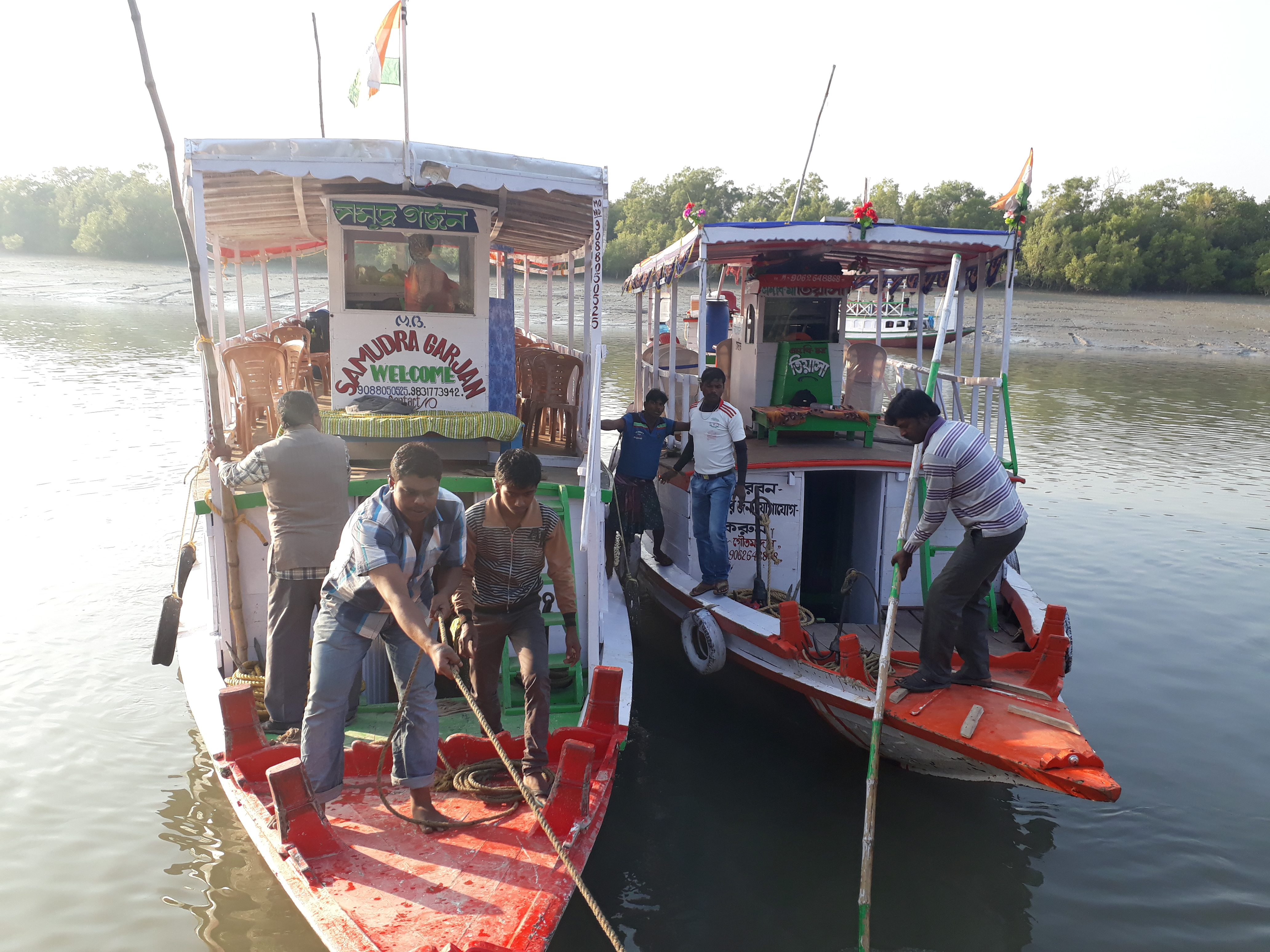
قوارب، قوارب في سوندرابان
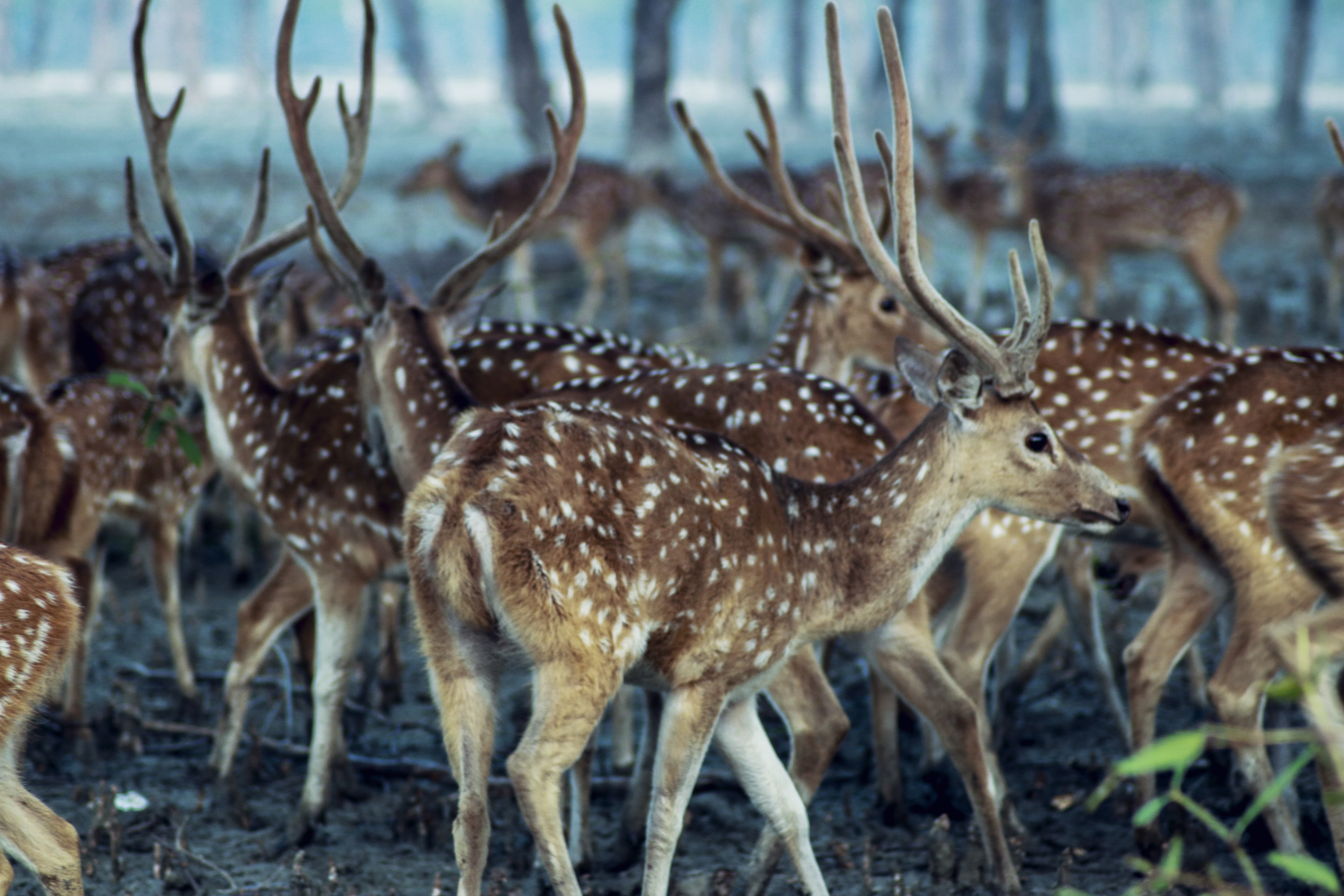
غزلان من سوندارباس